# 波士頓 (密蘇里州)
波士頓（英語：Boston）是位於美國密蘇里州巴頓縣的非建制地區。

## 歷史
波士頓的郵局於1891年設立，其後於1971年停運。

## 地理
波士頓所處的海拔為高於海平面296米（即938英呎），而該地所採用的時區為UTC-6，即北美中部時區（CST）。同時該地設有夏令時間，為UTC-6調快一小時，即UTC-5（CDT）。